# Almost Made It
Almost Made It is een nummer van de Nederlandse band Racoon uit 2017. Het is de tweede single van hun zevende studioalbum Look Ahead and See the Distance.
Het nummer is een korte, ingetogen ballad die gaat over net niet winnen. De boodschap die Racoon met het nummer wil overbrengen is dat winnen of verliezen niets uitmaakt, maar dat je het beste gewoon jezelf kunt blijven. "Almost Made It" wist geen hitlijsten te bereiken, maar werd wel een klein radiohitje.